# Ermita de San Vicente Ferrer (Vall de Uxó)
La ermita de San Vicente Ferrer, en Vall de Uxó, en la comarca de la Plana Baja, es un templo católico catalogado como Bien de Relevancia Local según la Disposición Adicional Quinta de la Ley 5/2007, de 9 de febrero, de la Generalidad, de modificación de la Ley 4/1998, de 11 de junio, del Patrimonio Cultural Valenciano (DOCV Núm. 5.449 / 13/02/2007), con número de identificación 12.06.126-005.

## Historia
Ubicada en la plaza de San Vicente de la mentada población de la provincia de Castellón, se trata de un edificio construido por los Padres Dominicos para venerar al santo valenciano de su Orden y datado del siglo XVII, que se convierte en el centro de las fiestas patronales en honor a San Vicente Ferrer, que fueron Declaradas de Interés Turístico Nacional en el año 2003.
Se cree que la ubicación de la ermita es la misma de la antigua mezquita árabe de Zeneta, sobre la que se habría levantado. Actualmente depende de la parroquia de la Asunción, que data de la misma época.
El lugar de su erección tiene un gran significado histórico para la población de Vall de Uxó, ya que fue allí donde se aprobó la Carta Puebla de 1613 para los nuevos pobladores de la villa después de la expulsión de los moriscos, tal y como atestigua una lápida cerámica que se encuentra en uno de sus laterales.

## Descripción
La ermita no está totalmente exenta, sino que en su lateral izquierdo está adosado a viviendas particulares, mientras que el lado derecho deja al aire su fábrica de mampostería con contrafuertes laterales de tejadillo y la cubierta a dos aguas. En este lateral pueden apreciarse tres grandes retablos cerámicos, el central titulado “La imposición del hábito de San Vicente Ferrer”, obra de Miguel Tolosa Mora, fabricado en su propio taller de la población de Onda. Está hecho con azulejo plano esmaltado, dibujo estarcido y pintado a mano, y data del tres de abril de 2011, y basada en el cuadro “La imposición del hábito de San Vicente Ferrer, obra pictórica de José Vergara Gimeno (1722-1799), que se encuentra en el presbiterio de la capilla de San Vicente Ferrer o Capilla Castrense, del Real Convento de Dominicos de Valencia.
Tanto este retablo como los otros dos retablos que constituyen el total del conjunto sobre la vida del santo valenciano fueron sufragados por la Asociación Vicentina de Vall de Uxó y bendecidos e inaugurados el domingo día 3 de abril de 2011. La fachada está dividida en dos cuerpos separados por una imposta, siendo esta decoración, junto con un retablillo cerámico con la clásica imagen del santo, la única remarcable de esta fachada totalmente lisa. En el cuerpo inferior se encuentra la puerta de entrada, que presenta dintel y sendas ventanas rectangulares bajas, así como un zócalo marrón; por su parte, el cuerpo superior tiene un frontón triangular rematado en una espadaña con tejadillo sobre el que se alza una cruz de forja con el anagrama SVF, y tiene hueco para una sola campana.
El interior presenta una sola nave con cubierta de bóveda de cañón con lunetos y arcos con decoración floral en escayola realizada por el artista Manuel Marco. Presenta además un coro alto a los pies con balaustrada de madera.
En la parte central, destaca el presbiterio, tras el altar, en donde una amplia hornacina con sobria decoración guarda la talla de San Vicente, con figuras de la Inmaculada y San José sobre ménsulas, en cada uno de los lados. Estas figuras son modernas, ya que toda la decoración interior (incluido el retablo barroco que adornada la ermita) se perdió durante el conflicto civil del 36, época en la que la ermita fue reutilizada como escuela.

## Fiesta
Las fiestas en la ermita coinciden con las fiestas patronales, que se inician el lunes siguiente al de Pascua, siendo muy antiguas y estando documentadas el año 1725. Durante las mismas tienen lugar actos populares y religiosos entre los que destaca la procesión del santo desde la ermita a la iglesia parroquial.
En 2018 fue declarado como templo jubilar del primer Año Vicentino, que se suma a las demás conmemoraciones del 600.º aniversario de la festividad de San Vicente.